# Martial Bourdin
Martial Bourdin (ur. 1868, zm. 15 lutego 1894) – francuski anarchista.

## Życie i śmierć
Pochodził z niezamożnej rodziny mieszkającej w Tours; podobnie jak jego brat Henri, z zawodu był krawcem. Obaj w młodym wieku wyemigrowali do Londynu. 15 lutego 1894 późnym popołudniem wszedł do parku otaczającego Królewskie Obserwatorium Astronomiczne w Greenwich w Londynie z ładunkiem wybuchowym, który eksplodował mu w ręce.
Chociaż odniósł poważne obrażenia (wybuch urwał mu lewą dłoń, ciężko ranił klatkę piersiową i brzuch), pozostał przy życiu i mógł mówić. Nie zdradził jednak swojego nazwiska, ani dlaczego miał przy sobie dynamit. Przeniesiono go do pobliskiego Królewskiego Szpitala dla Marynarzy, gdzie wkrótce zmarł.
Dochodzenie policyjne wykazało, że mieszkał przy Fitzroy Street w Londynie. Do Parku Greenwich przyjechał konnym tramwajem, do którego wsiadł na Moście Westminster. Bomba eksplodowała niewątpliwie przez przypadek. Znaleziona przy Bourdinie duża suma pieniędzy nasuwała przypuszczenie, że po dokonaniu zamachu planował niezwłocznie opuścić Anglię.
Później policja przeprowadziła rewizję w założonym przez austriackiego komunistę Josefa Peukerta w 1886 Autonomie Club, miejscu spotkań cudzoziemskich anarchistów w Londynie, gdzie bywał również Bourdin. Jednak nigdy się nie wydało, na czyje zlecenie działał i czy celem zamachu było Królewskie Obserwatorium w Greenwich czy raczej zegar przy bramie.
Anarchiści z Autonomie Club chcieli wykorzystać pogrzeb Bourdina do swoich celów i uczynić z Francuza męczennika za słuszną sprawę. Anglicy, licznie zgromadzeni na trasie procesji pogrzebowej, obrzucili ich obelgami, dając wyraz swemu wrogiemu stosunkowi do cudzoziemców, którzy zaburzali spokój w ich kraju. Kamieniami obrzucono Autonomie Club. Przebieg pogrzebu był relacjonowany przez prasę londyńską, omawiany w Parlamencie.

## Inne zamachy
W drugiej połowie 1894 w Londynie miało miejsce kilka niewielkich i amatorskich zamachów bombowych, w tym nieudany zamach bombowy w domu sędziego Hawkinsa oraz seria niewielkich wybuchów w urzędach pocztowych.

## W kulturze popularnej
Sprawę eksplozji Joseph Conrad opisał w powieści Tajny agent.